# Gawcott

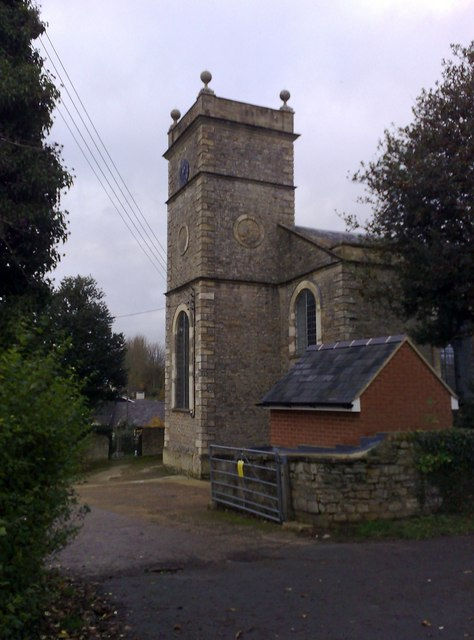
Torre de igreja em Gawcott

Gawcott é uma aldeia na paróquia civil de Gawcott with Lenborough, próxima a Buckingham, em Buckinghamshire, na Inglaterra. Está localizada ao sul da cidade.
O nome do vilarejo é de origem anglo-saxónica, e significa edícula pela qual se paga aluguel. No Domesday Book de 1086, a localidade é regist(r)ada como Chauescote.
A leste da aldeia está Signal Hill, uma antiga estação de sinalização do Serviço Secreto Inglês.